# Bassamba
Bassamba es un municipio del departamento de Ndé de la región del Oeste, Camerún. En noviembre de 2005 tenía una población censada de 2814 habitantes.
Se encuentra ubicado cerca del río Noun, al norte de la ciudad más poblada del país, Duala.